# Clavidesmus rubigineus
Clavidesmus rubigineus är en skalbaggsart som beskrevs av Dillon 1949. Clavidesmus rubigineus ingår i släktet Clavidesmus och familjen långhorningar. Inga underarter finns listade i Catalogue of Life.